# Sindicat Padà
El Sindicat Padà (en italià, Sindacato Padano) és un sindicat proper a la Lliga Nord que actua a Padània, nord d'Itàlia.